# Chinesische Oper
Die Chinesische Oper (chinesisch 戲曲 / 戏曲, Pinyin Xìqǔ) entwickelte 
sich während der Tang-Dynastie (618–906) aus Vorformen des Musiktheaters. Im Gegensatz zur europäischen Operntradition handelt es sich jedoch seit Beginn um eine volksnahe Kunst- und Ausdrucksform; erst später fanden auch höhere Stände und Adel Gefallen an ihr.
Musik und Text wurden lange Zeit mündlich bzw. aus der Aufführungspraxis heraus tradiert. Textbücher und Partituren werden erst seit dem frühen 20. Jahrhundert erstellt.
Im Unterschied zu anderen Formen des Musikdramas (in Europa, Indien oder Japan) vereint die Chinesische Oper Ausdrucksformen von Musik, Gesang, Schauspiel, Tanz und Akrobatik in lokaltypischen Ausformungen.
Thematisch handelt es sich meist um allgemein bekannte Legenden und Mythen, auf deren Grundlage soziale, politische und spirituelle Aspekte dargestellt werden, früher oft auch mit großem Aktualitätsgehalt.
Die Chinesische Oper datiert bis in die Tang-Dynastie zurück, als Kaiser Xuanzong (712–755) den Birnengarten (líyuán; 梨园) gründete, die erste bekannte Operntruppe in China, die hauptsächlich zu des Kaisers eigenem Amusement aufzutreten pflegte. Auf sie geht die heute noch für Schauspieler gebräuchliche Bezeichnung „Schüler des Birnengartens“ (梨园子弟) zurück.
In der Yuan-Dynastie (1279–1368) fanden Formen wie das Zájù (杂剧, Varieté) Eingang in die Oper, das auf bestimmten Reimschemen sowie der neu eingeführten spezialisierter Rollen wie „Dàn“ (旦, weiblich), „Shēng“ (生, männlich) und „Chǒu“ (丑, Clown) basiert. 
Die Oper der Yuan-Dynastie lebt heute als Kanton-Oper fort. Allgemein wird angenommen, dass diese aus Nordchina importiert wurde und bis Ende des 13. Jahrhunderts langsam bis in die südliche Provinz Guangdong wanderte. Im 12. Jahrhundert existierte eine Theaterform namens Narm hei (南戲), auch Nanxi (Südliche Oper) genannt, die in den öffentlichen Theatern von Hangzhou aufgeführt wurde, der Hauptstadt der Südlichen Song. Nach dem Einfall der Mongolen floh Kaiser Gōng (恭帝) 1276 mit hunderttausenden von Song-Anhängern in die Provinz Guangdong. Darunter befanden sich auch Narm hei-Künstler aus dem Norden, die so den Grundstein zur späteren Kanton-Oper legten. Viele heute noch aufgeführte Opern wie Die Purpur-Haarnadel und Verjüngung der roten Pflaumenblüte haben ihren Ursprung in der Yuan-Dynastie, ihre Texte sind traditionell in Kantonesisch abgefasst. Bis zum 20. Jahrhundert wurden auch Frauenrollen traditionell von Männern gespielt.

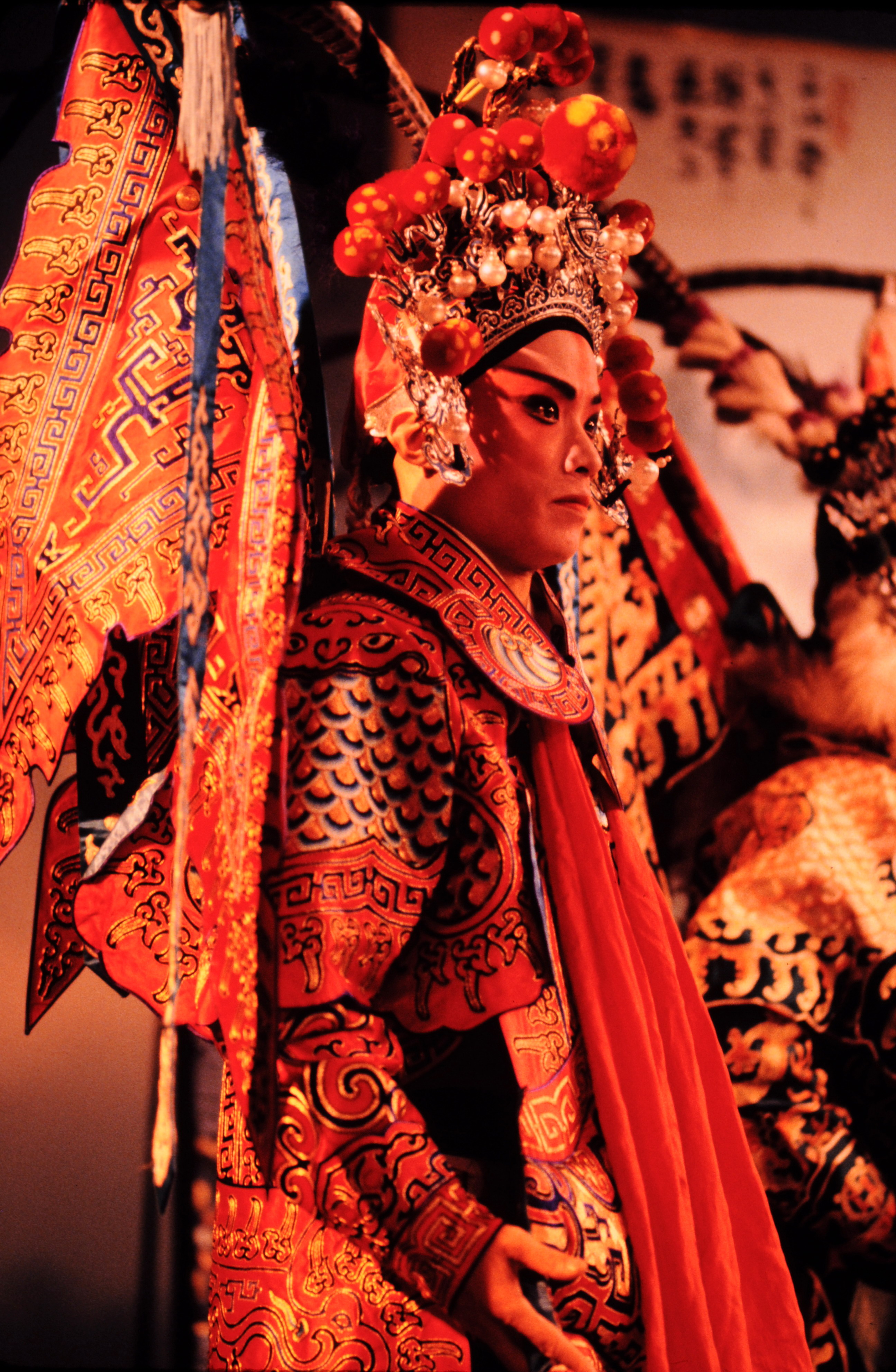
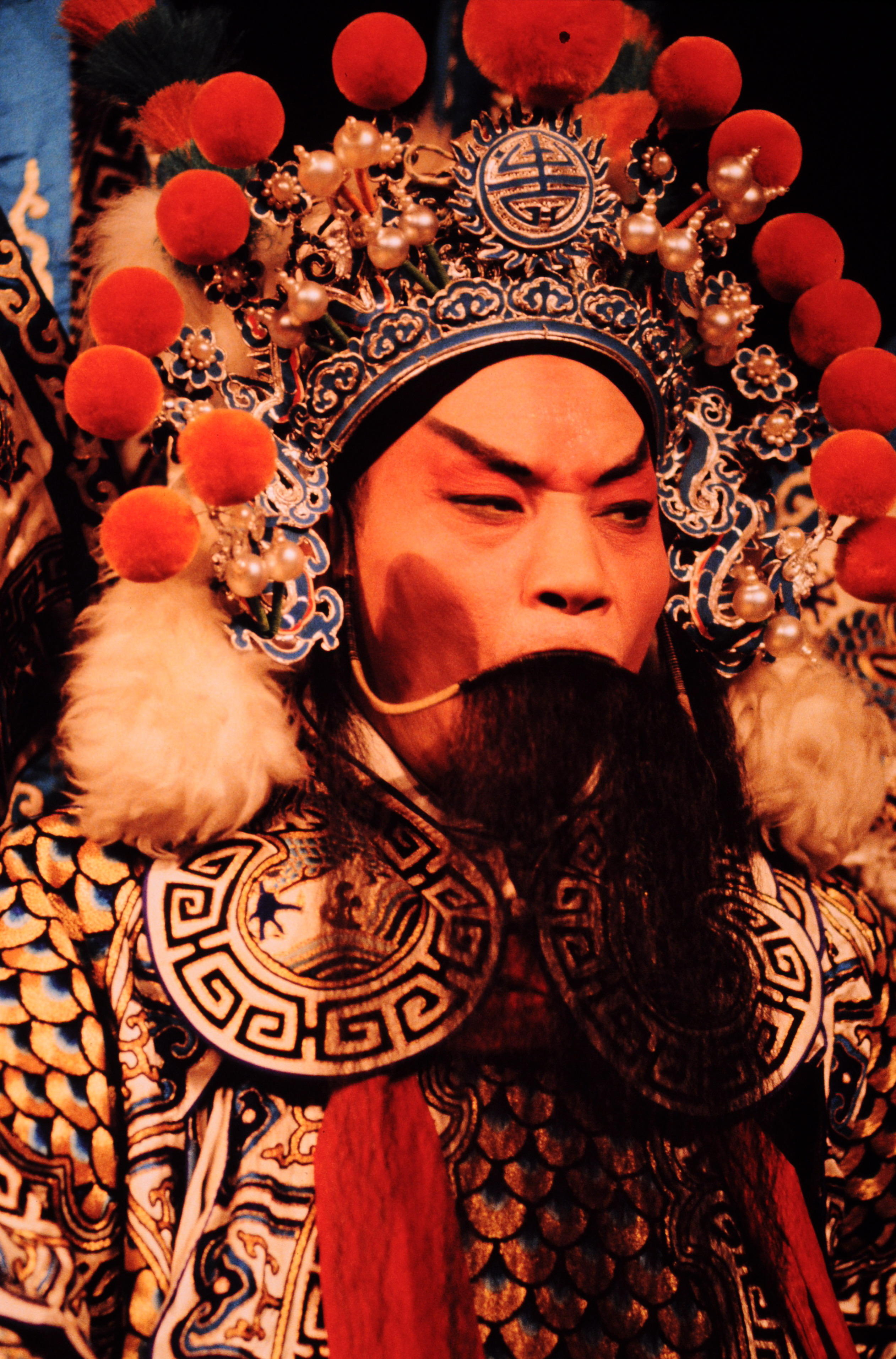
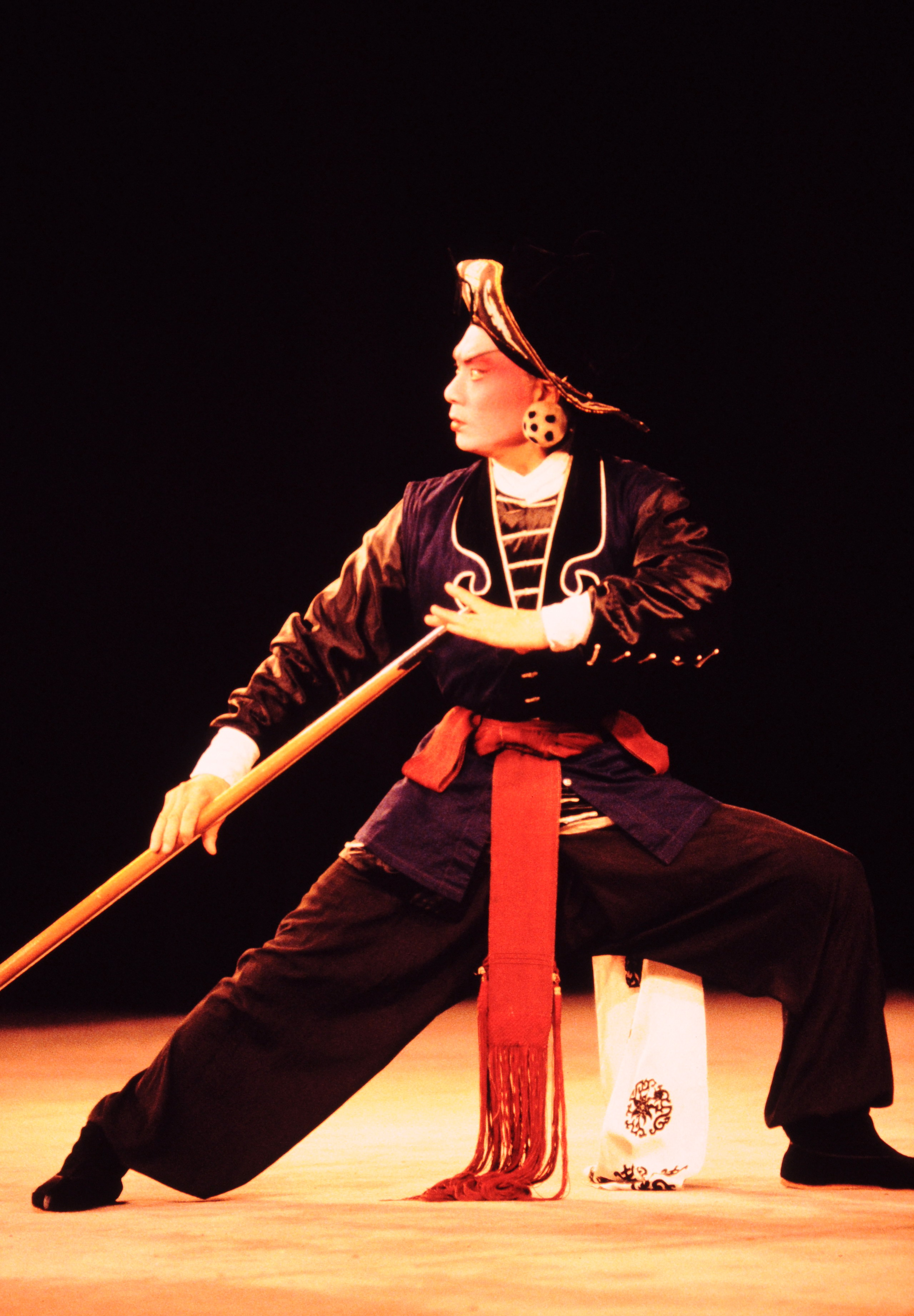
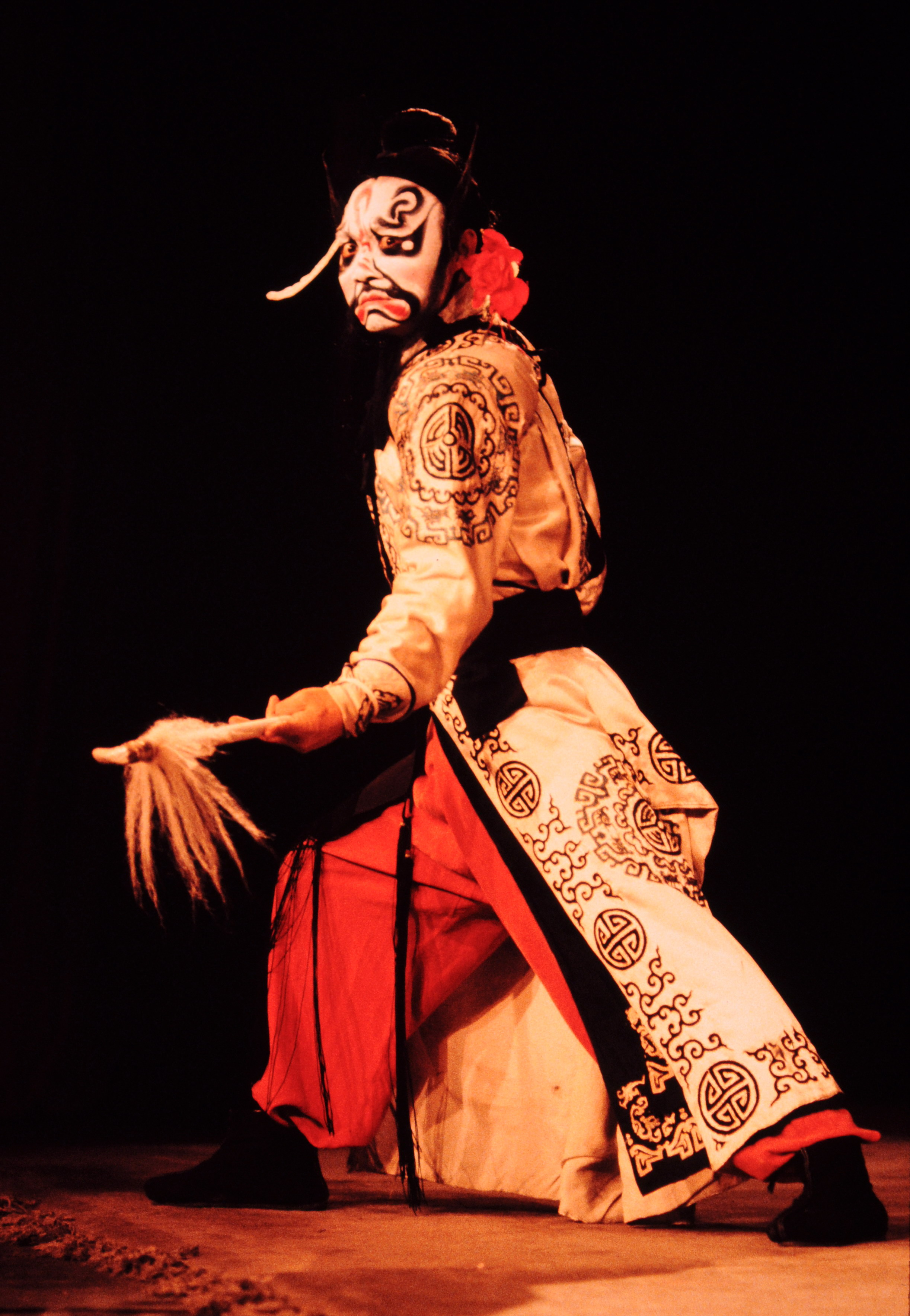

Die bekannteste Form der Chinesischen Oper ist die Peking-Oper. Sie entwickelte sich aus der Kunqu-Oper (昆曲 kūnqǔ), welche im 16. Jahrhundert als Kunstform von nationaler Bedeutung angesehen wurde. Vor allem Opernensembles aus der Provinz Ānhuī bereicherten im 19. Jahrhundert die Kūnqǔ-Tradition mit akrobatischem Körperspiel und farbiger Choreographie. Daraus entstand die auch jīngjù (京剧) genannte Form der Peking-Oper.
Ihre Blütezeit erlebte die chinesische Oper von etwa 1830 bis 1960. Während der Kulturrevolution war sie zumindest in der Volksrepublik China verpönt und es fanden keine Aufführungen statt. Stattdessen wurden heroisierende Revolutionsepen aufgeführt und in der Aufführungspraxis dominierte der Naturalismus. Erst 1977 fand wieder eine erste offizielle Aufführung statt. Heute erfreut sie sich zumindest beim traditionsbewussten und oft älteren Publikum wieder größerer Beliebtheit.
Eine große Gruppe regionaler chinesischer Operngenres wird zusammenfassend Holzklapper-Oper (bangziqiang) nach den taktgebenden Klappern bangzi genannt.